# Ossibia cyanoptera
Ossibia cyanoptera är en skalbaggsart som beskrevs av Aurivillius 1914. Ossibia cyanoptera ingår i släktet Ossibia och familjen långhorningar. Inga underarter finns listade i Catalogue of Life.